# 유해한 행성
점성술에서 유해한 행성(有害之 行星, malefic planet) 또는 흉성(凶星)은 전통적으로 나쁜 운과 불행을 초래한다고 여겨진다. 토성이 가장 유해한 행성이며, 화성이 보다 덜 유해한 행성으로 여겨진다. 현대 점성술에서 천왕성과 명왕성도 유해하다고 여겨지고, 세레스는 다소 그렇다.
일반적으로 토성과 천왕성, 해왕성 그리고 명왕성이 개인적 행성과 어려운 각을 맺을 때에 흉성으로 여겨진다. 그러나, 그것들이 맺는 용이한 각들은 신나며, 예술적이거나 음악적이고 통찰력이 있게 할 수 있다.

## 같이 보기
- 유익한 행성
- 천궁도
- 점성술의 태양계